# Georg von Below
Georg Anton Hugo von Below, född 19 januari 1858 i Gumbinnen, död 20 oktober 1927 i Badenweiler, var en tysk historiker. 
Georg von Below blev 1891 professor i historia i Münster men förflyttades 1897 i samma egenskap till Marburg och 1901 till Tübingen. Hans forskning rörde sig mest inom den medeltida tyska författningshistoriens och särskilt då det tyska stadsväsendets område. Bland hans skrifter kan nämnas Die landständische Verfassung in Jülich und Berg (tre band, 1885-90), Die Entstehung der deutschen Stadtgemeinde (1889), Der Ursprung der deutschen Stadtverfassung (1892), Das ältere deutsche Städtewesen und Bürgertum (1898) och Territorium und Stadt (1900). 
Inom vida kretsar i Tyskland gjorde sig von Below bekant genom sina mot duellväsendet riktade skrifter Das Duell und der germanische Ehrbegriff (1896) och Das Duell in Deutschland (andra upplagan samma år). Han bidrog även upprepade gånger med stor skärpa till den polemik, som framkallades av Karl Lamprechts "Deutsche Geschichte" och dennes "kulturhistoriska" reformprogram för historieskrivningens metod. Bland annat skrev Below en uppsats Die neue historische Methode i Heinrich von Sybels "Historischer Zeitschrift" (1898), vilken besvarades häftigt av Lamprecht med skriften "Die historische Methode des Herrn von Below" (bilaga till "Historische Zeitschrift" 1899). 